# یرمیا چلپی
یرمیا چلپی کیومیورچیان (ارمنی: Երեմիա Չելեպի Քյոմյուրճյան؛ انگلیسی: Eremia chelepi Keomiwrčean زادهٔ ۱۳ مهٔ ۱۶۳۷ - درگذشته ۱۵ ژوئیهٔ ۱۶۹۵)، مؤلف، تاریخ‌نگار، نویسنده اهل ارمنستان بود.

## زندگی‌نامه
وی در ۱۳ مهٔ ۱۶۳۷ در کنستانتینوپل به دنیا آمد .  وی در ۱۵ ژوئیهٔ ۱۶۹۵ در سن ۵۸ سالگی در کنستانتینوپل درگذشت.